# Хаткевич, Михаил Васильевич
Михаил Васильевич Хаткевич — советский хозяйственный и государственный деятель, лауреат Государственной премии СССР за выдающиеся достижения в труде.

## Биография
Родился в 1925 году в деревне Лещилово. Член КПСС.
Участник Великой Отечественной войны: наводчик 2-й пулемётной роты 1071-го стрелкового полка 311-го стрелкового полка
В 1957—1990 — наладчик завода «Промприбор», бригадир наладчиков производственного объединения «Промприбор» Министерства приборостроения СССР в городе Орле.
Собственноручно разработал пресс-автомат для изготовления серебряных контактов (до этого контакты приборов на заводе изготавливались вручную).
За повышение эффективности и качества работы на основе совершенствования техники и технологии производства был в составе коллектива удостоен Государственной премии СССР за выдающиеся достижения в труде 1979 года.
Заслуженный рационализатор РСФСР. Заслуженный машиностроитель РСФСР (1979).
Умер в Орле после 2005 года.

## Награды
- Орден Отечественной войны II степени (06.04.1985)
- Орден Трудового Красного Знамени (1974)
- Орден Славы III степени (12.05.1944)
- Орден Трудовой Славы II степени (1984)
- Орден Трудовой Славы III степени